# Fondo Profundo (álbum)
Fondo Profundo es el nombre del tercer álbum de estudio de la banda argentina Vilma Palma e Vampiros, lanzado en 1994. Todas las canciones fueron escritas y compuestas por Mario "Pájaro" Gómez y Jorge Risso.

## Canciones
| #  | Canción                 | Duración |
| -- | ----------------------- | -------- |
| 1  | "Fondo Profundo"        | 03:47    |
| 2  | "Todo lo que fue"       | 05:19    |
| 3  | "Todo por esta canción" | 04:27    |
| 4  | "No me hagas callar"    | 05:18    |
| 5  | "Si eso te pone mejor"  | 04:17    |
| 6  | "Fernet con coca"       | 03:53    |
| 7  | "Voy a vos"             | 05:42    |
| 8  | "Cazafantasmas"         | 03:33    |
| 9  | "Toque de queda"        | 06:02    |
| 10 | "Salvando vidas"        | 05:06    |
| 11 | "No more necios"        | 03:35    |
| 12 | "9"                     | 04:33    |

## Pistas adicionales
| #  | Canción                      | Duración |
| -- | ---------------------------- | -------- |
| 13 | "Fondo Profundo (Funky Mix)" | 04:10    |
| 14 | "Toque de queda (Agro Mix)"  | 05:49    |
| 15 | "Voy a vos (Trance Mix)"     | 06:18    |

- Datos: Q25411790